# Hans Ball
Hans Gottfried Ball (* 19. November 1899 in Zürich; † 22. November 1977 in Karlsruhe) war ein deutscher Regierungsbaumeister, Eisenbahningenieur und zuletzt Leiter der Reichsbahndirektion Saarbrücken.

## Wirken
Nach dem Abitur am Humboldt-Realgymnasium Karlsruhe musste Hans Ball Kriegsdienst leisten und kam in Kriegsgefangenschaft. Nach seiner Entlassung absolvierte er ein Bauingenieurstudium an der Technischen Hochschule Karlsruhe und schloss mit einem Diplom ab. Er fand zunächst Beschäftigung bei der Badischen Wasser- und Straßenbaudirektion und wechselte zum Hafenbauamt Köln, bevor er in Karlsruhe und Mannheim eine Tätigkeit als Regierungsbauführer aufnahm.
Nach dem Regierungsbaumeisterexamen im Jahre 1929 kam er zum Reichsbahnbetriebsamt Offenburg. Nach dreijährigem Einsatz wechselte er zur Reichsbahndirektion Karlsruhe, wo er im Baudienst und im Betriebsdienst tätig war. In den Jahren von 1935 bis 1938 war er Vorsteher des Reichsbahnbetriebsamtes Basel, kam zur Reichsbahndirektion Karlsruhe zurück und war dort bis 1941 Betriebs- und Güterfahrplandezernent, bevor er Leiter der Eisenbahnbetriebsdirektion Bordeaux wurde. Er wechselte ins Baltikum und leitete die Haupteisenbahndirektion Nord in Wilna und später die Reichsverkehrsdirektion Riga, deren Präsident er bis 1944 war. Zu Jahresbeginn 1945 übernahm er bis zum Kriegsende die Leitung der Reichsbahndirektion Saarbrücken.